# 信仰骑士

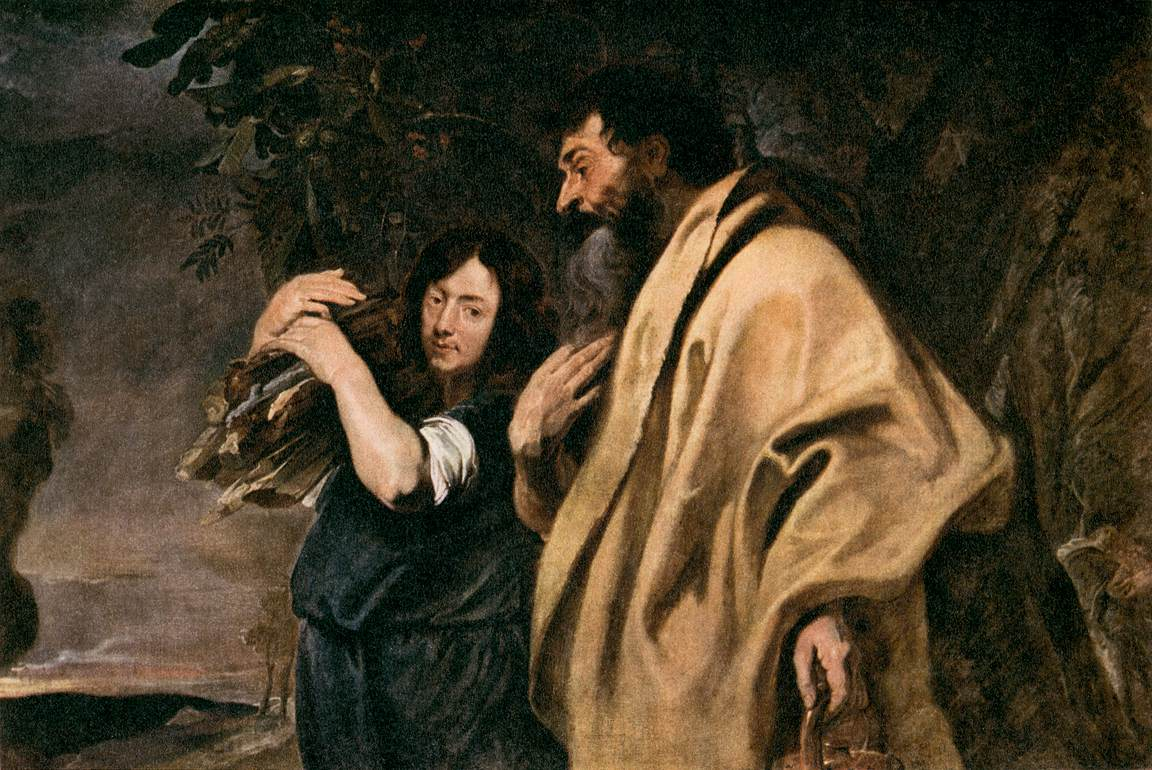
亚伯拉罕与以撒，克尔凯郭尔认为亚伯拉罕是信仰骑士的最佳模范

信仰骑士 (丹麥語：Troens ridder) 指那些完全相信自己及神并从俗世中脱离出来而行事的人。他们与神及信仰间有一种绝对而私人的关系。十九世纪丹麦哲学家索伦·克尔凯郭尔曾在《恐惧与战栗》、《重复》等著作中多次深层次地论及这一概念。

## 概念
信仰骑士，根据克尔凯郭尔的著作《恐惧与战栗》，是与传统上的悲剧性英雄不同的。具体来说，悲剧英雄牺牲自己是为了显明他所秉持的一种普世价值（或即道德观）。这一普世价值是所有人都能理解认同的。他的牺牲是对这一价值的彰显。而信仰骑士则为了神及自己的信仰，舍弃了一切普世的事物。从而有意识地转入了一种在普世语境下近乎“疯狂”的状态。借由这种状态，在一定的场合，信仰骑士本身成为了一种普世价值。当然，信仰骑士最终并不都成为世界所接受的伟人。很多时候，他们是无法被任何人理解的。克尔凯郭尔还将一些悲剧英雄的伪装者称为“宗派傀儡”，宗派傀儡认为自己已经通过对普世价值的不完全弃绝而到达了信仰骑士的境界，事实上他们仍然只是在有意或无意地彰显某种普世价值（或者仅仅是虚荣）。这比成为悲剧英雄还要容易，因为一个悲剧英雄，根据克尔凯郭尔，必须为了自己的普世信条而牺牲，而宗派傀儡则只要在自己的小圈子中互相欣赏便可以了。
信仰骑士的标志性特征是他们对普世价值的舍弃或脱离及他们对自我信仰及神的绝对坚信。他们恒常地处于一种悖论之中。一方面，信仰骑士是最自私的个人主义者（在普世道德观的语境中），另一方面，对他们来说，这是他们至高无上的对于神的牺牲。（因为信仰及神而做出违反普世道德观的行为）。缺少了以上特征的人们，无法成为或被称为信仰骑士。克尔凯郭尔认为亚伯拉罕是信仰骑士的模范。
信仰骑士与神的关系是绝对的，而其与世界的关系是隔绝的。当人处于一种独立于世界之外的，与神的绝对且私人的联系之中时，才有陷于悖论，并成为信仰骑士的可能。克尔凯郭尔举了一个新郎与新娘的例子。当一位新郎被预言者告知如果他与新娘结婚，将给他们的婚姻带来不幸时，他立即拒绝了这场婚姻。克尔凯郭尔认为，若新郎是被预言者或任何一种世人能理解的方式告知并在公众中得到显明，即使他拒绝了婚姻，他至多只是悲剧英雄，因为他可以用无数种世人可以理解的借口来搪塞他对婚姻的拒绝。然而如果一个人以绝对私密的方式，即与神直接的交流而得知了他的婚姻的不幸并因此拒绝，他将永远无法说明自己的理由，并陷入悖论（在外人看来他只是一个自私的疯子，而在他自己的神的绝对关系中他为了信仰及神牺牲了自己最爱的人）。

## 相关
- 亚伯拉罕
- 聖母瑪利亞
- 約伯
- 信仰之跃
- 圣愚

## 註解
1. ↑  《恐惧与战栗》第四章，第67页，ISBN 978-1-62314-686-3
2. ↑  《恐惧与战栗》第四章
3. ↑  《恐惧与战栗》第四章，第73页，ISBN 978-1-62314-686-3
4. ↑  《恐惧与战栗》第四章，第64页，ISBN 978-1-62314-686-3
5. ↑  《恐惧与战栗》第五章，第87页，ISBN 978-1-62314-686-3